# 1221
Évszázadok: 12. század – 13. század – 14. század
Évtizedek: 1170-es évek – 1180-as évek – 1190-es évek – 1200-as évek – 1210-es évek – 1220-as évek – 1230-as évek – 1240-es évek – 1250-es évek – 1260-as évek – 1270-es évek
Évek: 1216 – 1217 – 1218 – 1219 –  1220 – 1221 – 1222 – 1223 – 1224 – 1225 – 1226

## Események
- szeptember 8. – A keresztesek vereséget szenvednek Al-Kámil egyiptomi szultántól, aki visszafoglalja Damiettát. Ezzel az ötödik keresztes hadjárat teljes kudarcba fullad.[1]
- Magyarországon megkezdődik a király által korábban eladományozott várföldek visszavétele, mely nagy elégedetlenséget kelt a főurak között.
- Lázadás tör ki a Yucatán-félszigeten a maja uralkodó ellen.
- A domonkosok megtelepednek Székesfehérváron.

## Születések
- november 23. – X. Alfonz kasztíliai király († 1284)
- december folyamán – II. Theodórosz nikaiai császár († 1258)
- Szent Bonaventura keresztény hittudós († 1274)

## Halálozások
- augusztus 6. – Szent Domonkos, a Domonkos-rend alapítója. (* 1175 k.)